# 石井未紗
石井 未紗（いしい みさ、1991年1月28日 - ）は、日本の女性声優。埼玉県戸田市出身。81プロデュース所属。演劇集団「初恋企画」所属。

## 略歴
2011年3月に東京アニメーションカレッジ専門学校声優学科卒業。
2014年4月1日、81プロデュースジュニア所属。

## 人物
趣味はゲーム、歌、書道、折り紙。

## 出演
太字はメインキャラクター。

### テレビアニメ
2014年
- プリパラ（2014年 - 2015年、女生徒、おばちゃん、ネコ、プリパリモード学園長）

2017年
- 霊剣山 叡智への資格（侍女、女）
- ID-0（研究者④）
- 冴えない彼女の育てかた♭（仲居）
- URAHARA（ことこの母）
- ボールルームへようこそ（女性教師）
- Fate/Apocrypha（ジャンヌの母）

2018年
- 刻刻（保母）
- キラッとプリ☆チャン（2018年 - 2019年、母親）
- フューチャーカード 神バディファイト（生徒A）
- レイトン ミステリー探偵社 〜カトリーのナゾトキファイル〜（イルダ・ホワイトホール〈過去〉）
- 働くお兄さん!の2!（ウォバ子、カバの子供、ヒツジ）
- カードファイト!! ヴァンガード（秘薬の魔女 アリアンロッド）
- 逆転裁判 〜その「真実」、異議あり!〜（TVキャスター）
- ポチっと発明 ピカちんキット（主婦2）
- ガイコツ書店員 本田さん（バイトちゃん、KADOKAWA営業 姫）
- メルクストーリア -無気力少年と瓶の中の少女-（チュマダラ）
- 抱かれたい男1位に脅されています。（メイク）
- 叛逆性ミリオンアーサー（円卓アーサーD）

2019年
- フルーツバスケット（2019年 - 2020年、女性、不良、女中） - 2シリーズ
- ワンパンマン（少年A）
- 胡蝶綺 〜若き信長〜（女子たち、側仕え、吉乃の付き人）
- とある科学の一方通行（DA兵、隊員）
- 荒ぶる季節の乙女どもよ。（教師、女性編集者、曾根崎 母）
- まちカドまぞく（先生）
- ダンジョンに出会いを求めるのは間違っているだろうか（2019年 - 2020年、アマゾ娼婦、住民） - 2シリーズ
- BEM（女歌手）
- ぼくたちは勉強ができない!（おばさんB）
- ライフル・イズ・ビューティフル（客室乗務員）

2020年
- SHOW BY ROCK!! ましゅまいれっしゅ!!（村民）
- 群れなせ!シートン学園（ユカリの母）
- 22/7（佐藤先生）
- とある科学の超電磁砲T（研究員）
- GO!GO!アトム
- グレイプニル（愛子の母）
- ハクション大魔王2020（TVリポーター）
- デカダンス（ミンディ）
- あひるの空（女性教師）
- ノー・ガンズ・ライフ
- キミと僕の最後の戦場、あるいは世界が始まる聖戦（カタリスクの獣）

2021年
- ホリミヤ（保育園の先生）
- たとえばラストダンジョン前の村の少年が序盤の街で暮らすような物語（カロコン）
- BLUE REFLECTION RAY/澪（紫乃の母）
- Deep Insanity THE LOST CHILD（ソールヴァイ・スヴェーエン、村人）
- 見える子ちゃん（ハナの母親）
- 境界戦機（お母さん）

2022年
- 現実主義勇者の王国再建記（トモコ）
- ヒーラー・ガール（葵の母）
- 異世界薬局（大工妻）
- 後宮の烏（婢女）
- うる星やつら (2022)（2022年 - 2024年、女子生徒、女子、加代子、お付きの宇宙人） - 2シリーズ
- ポプテピピック（カップル女・白ハゲA）
- 機動戦士ガンダム 水星の魔女（プラントクエタの管制官）

2023年
- The Legend of Heroes 閃の軌跡 Northern War（おばちゃん、女性議員、助祭、ラジオアナウンサー）
- ブルーロック（成早陽太）
- REVENGER（堂庵の見世物B、女将）
- メガトン級ムサシ（オペレーター）
- 絆のアリル（ノエル母） - 2シリーズ
- 贄姫と獣の王（イリヤの母親）
- MIX MEISEI STORY 2ND SEASON 〜二度目の夏、空の向こうへ〜（先生）
- 薬屋のひとりごと（2023年 - 2025年、愛藍、下級妃） - 2シリーズ

2024年
- ドッグシグナル（泉の祖母、美咲）
- ゆびさきと恋々（店員、留学生E）
- シンカリオン チェンジ ザ ワールド（2024年 - 2025年、落合ミヨシ、女子B、生徒）
- 烏は主を選ばない（谷間の遊女）
- ゆるキャン△ SEASON3（中年女性）
- 夜桜さんちの大作戦（バグお化け）
- 黒執事（2024年 - 2025年、店員、村人） - 2シリーズ
- 2.5次元の誘惑（リリサの母）
- ラーメン赤猫（母親）
- 星降る王国のニナ（フォルトナ王妃）
- オーイ!とんぼ（アイ）

2025年
- SAKAMOTO DAYS（母親）
- トリリオンゲーム（女優）
- ヴィジランテ-僕のヒーローアカデミア ILLEGALS-（ファン）
- 前橋ウィッチーズ（マイの母）

### 劇場アニメ
- ハーモニー（2015年、トァンの母）
- PEACE MAKER 鐵（2018年、女将） - 2作品
- コードギアス 復活のルルーシュ（2019年、機械音声）
- 映画 えんとつ町のプペル（2020年、町人）

### OVA
- フルーツバスケット -prelude-（2022年、今日子の母）

### Webアニメ
- DEVILMAN crybaby（2018年、ママ友B）
- 日本沈没2020（2020年、女性メンバーA）
- 十年分の私へ（2020年、先生）
- 極主夫道（2021年、店員）

### ゲーム
2015年
- アブナイ恋の捜査室〜Eternal Happiness - aura（秋元 他）
- 俺タワー -Over Legend Endless Tower-（ローラーコンベア、木槌、ミニアースオーガ、ヒーター）
- 戦国アスカZERO（2015年 - 2016年、平清盛、斎藤伝鬼房、松永久秀、伊丹康直、伊集院忠倉、朝倉宗滴）

2016年
- スターオーシャン:アナムネシス（レニエ）
- ナイトスリンガー（ブラックタイガー、ジュピター 他）
- フィリスのアトリエ 〜不思議な旅の錬金術士〜（レン・ブライトナー）

2017年
- Starblood Arena（アポロニア）

2018年
- グランブルーファンタジー（2018年 - 2024年、ダニエラ、ホルス）

2019年
- モンスターストライク（船虫）
- ASTRAL CHAIN

2020年
- Apex Legends（ランパート）
- ディズニー ツイステッドワンダーランド（リドルの母）
- アクション対魔忍（アスタロト）

2021年
- VALORANT (アストラ）

2023年
- なつもん! 20世紀の夏休み（ママさん）

2024年
- グランブルーファンタジー リリンク
- ファイナルファンタジーVII リバース
- ユニコーンオーバーロード（傭兵（タイプA）/ NPC）
- Library of Ruina（ゲブラー）
- 真・女神転生V Vengeance（ティアマト）

2025年
- 魔法使いの約束（ザラ）
- プロジェクトセカイ カラフルステージ! feat. 初音ミク
- 魔法少女ノ魔女裁判（紫藤アリサ）

### ドラマCD
- それでも、やさしい恋をする（2014年、定食屋店員）
- THE IDOLM@STER MILLION THE@TER WAVE 07 Jus-2-Mint（2020年、ヘアメイク）
- THE IDOLM@STER MILLION C@STING 02 エンダーエンダー（2024年、参加者たち）

### オーディオドラマ
- #FFFFFF（2018年、宍倉華枝[42]）

### オーディオブック
- 七日の喰い神（2019年、ハイドランジア[43]）
- スチームヘヴン・フリークス（2020年、ザジ ほか[44]）

### デジタルコミック
- 想いの欠片（2018年、工藤ユイ[45]、ミカの母[45]）

### 吹き替え

#### 映画
- アイ・スピット・オン・ユア・グレイヴ3（セラピスト）
- アダム&アダム
- アフターパーティー
- 雨の日は会えない、晴れた日は君を想う（ジュリア〈ヘザー・リンド〉）
- アントマン&ワスプ（機械音声[46]）
- 王宮の夜鬼（トッキ〈イ・ソンビン〉）
- ガーディアンズ・オブ・ギャラクシー:リミックス（ソヴリン女操縦士）
- 帰ってきたMr.ダマー バカMAX!（バーバラ・ウォルコット博士）
- カリフォルニア・ダウン（スーザン・リディック〈カイリー・ミノーグ〉 他）
- ギミー・シェルター（カーメル）
- キングスマン:ゴールデン・サークル（ウイスキーの妻〈アマラ・ナイワツ〉）
- グレート デイズ! -夢に挑んだ父と子-（運動療法士）
- クワイエット・プレイス 破られた沈黙（リーガン・アボット〈ミリセント・シモンズ〉[47]）
- ゴースト・ハンターズ オバケのヒューゴと氷の魔人（ホプキンス）
- 高慢と偏見とゾンビ（リディア・ベネット）
- 砂上の法廷
- 最'新'絶叫計画（ミーガン〈ナターシャ・リオン〉）※Netflix版
- ザ・スイッチ（アスペン〈エリアナ・ジョーンズ〉）
- ザ・ソサエティ（ヘレナ〈ナターシャ・リュー・ボルディッゾ〉)
- ジオストーム（機械の声）
- シティーハンター THE MOVIE 史上最香のミッション（モデル (1)[48]）
- 死霊院 世界で最も呪われた事件（アデリーナ）
- シンプル・フェイバー（ダイアナ〈リンダ・カーデリーニ〉）
- スキャンダル（ジェス・カー〈ケイト・マッキノン〉）
- スペース・プレイヤーズ（WB重役2[49]）
- ダブル/フェイス（ケイティ〈ニッキー・ウィーラン〉）
- 沈黙の激戦（ザラ・ハエック〈ジェマ・ダーレンダー〉）
- デッド・シティ2055（ステイシー）
- ディスクワイエット（サラ）
- ディセンダント2（レポーター）
- バーニング・オーシャン（アンドレア・フレイタス〈ジーナ・ロドリゲス〉）
- ピーターラビット2/バーナバスの誘惑（店長[50]）
- ビバリーヒルズ・コップ2※Netflix版
- ブルックリンの恋人たち
- フレンチ・ラン
- ベビーシッター・アドベンチャー
- ヘリオス 赤い諜報戦（ユアン）
- ベン・イズ・バック（アイヴィー〈キャスリン・ニュートン〉）
- 僕のワンダフル・ジャーニー（ドクター[51]）
- ボヘミアン・ラプソディ（クリッシー〈レイア・クレラー〉）
- ボンディング〜男と女の事情〜（ティフ〈ゾーイ・レヴィン〉）
- マイ・ファニー・レディ（デルタ・シモンズ〈キャスリン・ハーン〉）
- Mr.タスク
- ミッシング・タワー（ベバリー〈ルイーゼ・クラウゼ〉）
- ラスト・マン 地球最後の男（ジェシカ〈リズ・ソラーリ〉）
- ラ・ラ・ランド（ケイトリン〈ソノヤ・ミズノ〉）
- ランボー ラスト・ブラッド（フアニータ[52]）※劇場版
- リベンジ・トラップ　美しすぎる罠（ダーリーン）
- レッド・ダイヤモンド（ローガン〈ジェナ・B・ケリー〉）
- ワンダー 君は太陽（ミランダ〈ダニエル・ローズ・ラッセル（英語版）〉）

#### ドラマ
- iゾンビ（ギルダ）
- アメリカン・ホラー・ストーリー: 呪いの館（ボニー・リプトン）
- インスティンクト-異常犯罪捜査-（キャンディス）
- ウォーキング・デッド（ジェシー・アンダーソン〈アレクサンドラ・ブリッケンリッジ〉、プリンセス〈パオラ・ラサロ〉）
- エイリアニスト（テッシー）
- 仮面（ピョン・ジスク〈スエ〉）
- ギフテッド 新世代X-MEN誕生（ローナ・デイン / ポラリス〈エマ・デュモン〉）
- クイーンズ・ギャンビット（クレオ〈ミリー・ブレディ〉）
- 刑事モース〜オックスフォード事件簿〜（ルース・アスター）
- コード・ブラック 生と死の間で（リサ・パーク）
- 荒野のピンカートン探偵社（ダフネ）
- ザ・ダート モトリークルー自伝（ニッキー幼少期、ヘザー・ロックリア）
- 殺人を無罪にする方法（メギー・トラバース〈コービン・リード〉[53]）
- サンタクラリータ・ダイエット（ウルフ博士）
- ジーニアス:ピカソ（マヤ・ピカソ）
- シェイムレス シーズン8（ネッサ〈ジェシカ・ゾア〉)
- 私立探偵ダーク・ジェントリー（リディア）
- スーパーナチュラル10（秘書）
- S.W.A.T. 闇の標的（キム）
- ツイン・ピークス　The Return（アビー）
- トランスペアレント（ハナン）
- ドリームランド 渚の四姉妹（レイラ〈エイミー・フィオン＝エドワーズ〉[54]）
- 西海岸捜査ファイル グレイスランド（マディソン）
- 犯罪分析官ハリファックス: 歪んだ天罰（ゾーイ・セイラー〈マヴォーニー・ヘイゼル〉[55]）
- ブラックリスト（アリーナ・パク）
- ブルックリン・ナイン-ナイン（トリシェル）
- ヘムロック·グローヴ（ブルック）
- 星から来たあなた（ヤン・ミヨン）
- REIGN/クイーン・メアリー（デルフィーヌ）

#### アニメ
- アベンジャーズ・アッセンブル（ミーガン・マクラーレン、ザルダ）
- オーバー・ザ・ガーデンウォール（ローナ）
- ガーディアンズ・オブ・ギャラクシー（アンジェラ）
- きかんしゃトーマス（カーリー、アシマ 他）
  - きかんしゃトーマス 走れ!世界のなかまたち
  - きかんしゃトーマス とびだせ!友情の大冒険
  - きかんしゃトーマス Go!Go!地球まるごとアドベンチャー
  - きかんしゃトーマス チャオ!とんでうたってディスカバリー!!
- なんだかんだワンダー（紫女 他）
- 2分の1の魔法（イェルダ[56]）
- ハルク: スマッシュ・ヒーローズ（女性 他）
- ベン10（フライトウィッグ）
- マーベル スパイダーマン（パンダマニア）
- 緑のたまごとハム 〜サムとガイの大冒険〜（ミシェリー）
- リック・アンド・モーティ（ジェシカ）
- ルナ・ペチュニア（ズームシャイン）

### ラジオ
※はインターネット配信。
- 本気!アニラブ

### ナレーション
- Journeys in Japan（ボイスオーバー、ナレーション）
- NHKプレマップ（スポットナレーション）

### ボイスオーバー
- ASIA INSIGHT
- ガッテン!
- ソーイング・ビー
- 日立 世界・ふしぎ発見!
- BS世界のドキュメンタリー
- プロジェクト・ランウェイ シーズン16
- 沼にハマってきいてみた
- 先人たちの底力 知恵泉
- テレビ史を揺るがせた100の重大ニュース
- 週刊ニュース深読み
- コズミックフロント☆NEXT
- 世界絶景紀行

### テレビ番組
- 世界ふれあい街歩き（グルメインフォメーション）
- にっぽん!歴史鑑定（高橋お伝、細川ガラシャ）
- 『きかんしゃトーマス』キャラクタースペシャル（クリス）
- 『きかんしゃトーマス』新シリーズ直前スペシャル（クリス）
- 『きかんしゃトーマス』ワールドスペシャル（クリス）

### 舞台
- 初恋企画 第二回公演「天使が呼んでる」（高畠美貴）

### シリーズ一覧
1. ↑  第1期『1st season』（2019年）、第2期『2nd season』（2020年）
2. ↑  第2期『II』（2019年）、第3期『III』（2020年）
3. ↑  第1期（2022年 - 2023年）、第2期（2024年）
4. ↑  ファーストシーズン（2023年）、セカンドシーズン（2023年）
5. ↑  第1期（2023年 - 2024年）、第2期（2025年）
6. ↑  第4期『-寄宿学校編-』（2024年）、第5期『緑の魔女編-』（2025年）